# Krachtveld (natuurkunde)

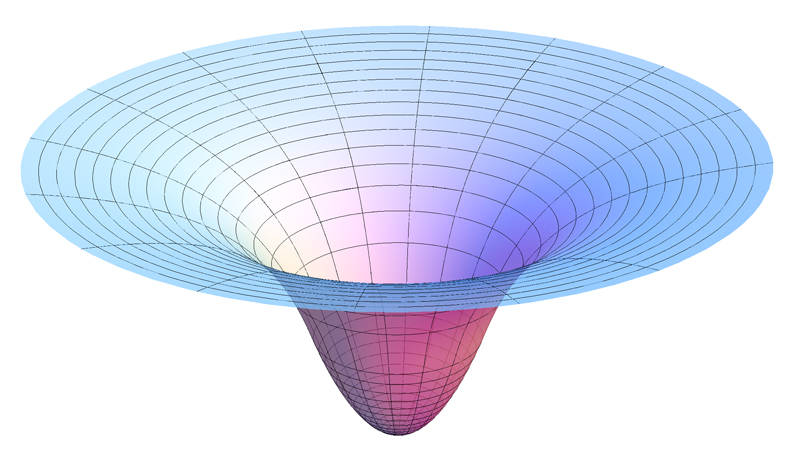
Plot van een tweedimensionaal deel van het zwaartekrachtpotentieel in en rond een uniform bolvormig lichaam. De buigpunten van de doorsnede bevinden zich aan het oppervlak van het lichaam.

In de natuurkunde is een krachtveld een ruimte, waarin een contactloze kracht op verschillende posities inwerkt op een lichaam dat zich in die ruimte bevindt. Formeel-wiskundig beschreven is het krachtveld een vectorveld {\displaystyle {\vec {F}}}, waarin {\displaystyle {\vec {F}}({\vec {x}})} de kracht is die een natuurkundig lichaam ondergaat, als het zich op een specifiek punt {\displaystyle {\vec {x}}} in het vectorveld bevindt.

## Voorbeelden
- Zwaartekracht is de aantrekkingskracht tussen twee objecten (lichamen). Een zwaartekrachtveld is de gravitationele invloed die een lichaam uitoefent in de ruimte om zich heen.[2] Volgens de gravitatiewet van Newton creëert een lichaam met massa M een zwaartekrachtveld {\displaystyle {\vec {g}}={\frac {-GM}{r^{2}}}{\hat {r}}}, waarbij de oorsprong van de  radiale eenheidsvector {\displaystyle {\hat {r}}} in het - als puntmassa opgevatte - lichaam ligt. De zwaartekracht die een lichaam met massa m dicht bij het aardoppervlak ondervindt (zijn  gewicht), wordt gegeven door {\displaystyle {\vec {F}}=m{\vec {g}}}, waarbij g de standaard zwaartekracht is .[3][4]
- Een elektrisch veld {\displaystyle {\vec {E}}} kan eveneens wiskundig worden voorgesteld als een vectorveld. Het veld oefent een kracht uit op een in het veld aanwezige puntlading q, en kan formeel-wiskundig worden weergegeven door {\displaystyle {\vec {F}}=q{\vec {E}}} .[5]

## Arbeid
Arbeid wordt gedefinieerd als het rekenkundig product van de verplaatsing van een voorwerp, en de kracht die op dat voorwerp werkt. Als een deeltje door een krachtveld langs een pad C beweegt, is de arbeid die door de kracht wordt verricht een lijnintegraal
{\displaystyle W=\int _{C}{\vec {F}}\cdot d{\vec {r}}}
Deze waarde is onafhankelijk van de snelheid/de impuls van het zich verplaatsende deeltje.

### Conservatief krachtveld
Een conservatief krachtveld is onafhankelijk van het pad zelf, alleen afhankelijk van het begin- en eindpunt. Daarom is de arbeid voor een object dat in een gesloten pad reist nul, omdat begin- en eindpunt samenvallen:
{\displaystyle \oint _{C}{\vec {F}}\cdot d{\vec {r}}=0}
Als het veld conservatief is, kan de verrichte arbeid gemakkelijker worden geëvalueerd door te beseffen dat een conservatief vectorveld kan worden geschreven als de gradiënt van een scalaire potentiële functie:
{\displaystyle {\vec {F}}=-\nabla \phi }
De verrichte arbeid is dan gewoon het verschil in de waarde van deze potentiaal in het begin- en eindpunt van het pad. Als deze punten respectievelijk worden gegeven door x = a en x = b :
{\displaystyle W=\phi (b)-\phi (a)}